# Jalo Lahdensuo
Jalo Toivo Lahdensuo (fram till 1906 Lagerstedt), född 21 oktober 1882 i Lappo, död 6 oktober 1973 i Seinäjoki, var en finländsk jordbruksexpert, politiker och ämbetsman.
Lahdensuo avlade lantmäteriexamen 1905, blev filosofie magister 1910 och var 1915–1926 rektor för Lappo lantbrukslyceum. Han var ordförande i rådgivningskommittén hos överbefälhavaren under inbördeskriget 1918, blev 1921 ledamot av enkammaren för Agrarförbundet, var lantbruksminister i Lauri Ingmans regering 1924–1925 och försvarsminister i J.E. Sunilas regeringar 1927–1928 och 1931–1932. Lahdensuo var även kommunikationsminister i Kyösti Kallios regering 1929–1930, fullmäktig i Finlands Bank från 1926 och dess ordförande från 1932. Han var landshövding i Vasa län 1938–1943.